# Hostellerie de la Sainte-Baume
L'Hostellerie de la Sainte-Baume est un établissement faisant partie du sanctuaire de la Sainte-Baume, dans le Var (France). Ce haut lieu de pèlerinage en Provence accueille près de 500 000 visiteurs par an dont une partie passe par l'hostellerie.
Historiquement l'hostellerie a été installée près de la grotte de la Sainte-Baume, pour y accueillir les pèlerins, depuis le Ve siècle. Mais détruite à la Révolution française, l'hostellerie est rebâtie au milieu du XIXe siècle par le père Henri Lacordaire, dans la plaine, au pied de la grotte, à 45 min du lieu de culte.
Confiée à différents organismes religieux, régulièrement restaurée et réaménagée au XXe siècle, l'hostellerie possède, en plus des chambres et de la salle de restaurant, une chapelle et des salles de réunion pour accueillir des groupes et des retraites. L'établissement accueille également des jeunes en réflexion sur leur avenir professionnel. Une extension du couvent dominicain est intégrée dans ses bâtiments pour héberger les frères dominicains qui ont pris en charge l'hostellerie depuis 2008.

## Description

### L’hôtellerie

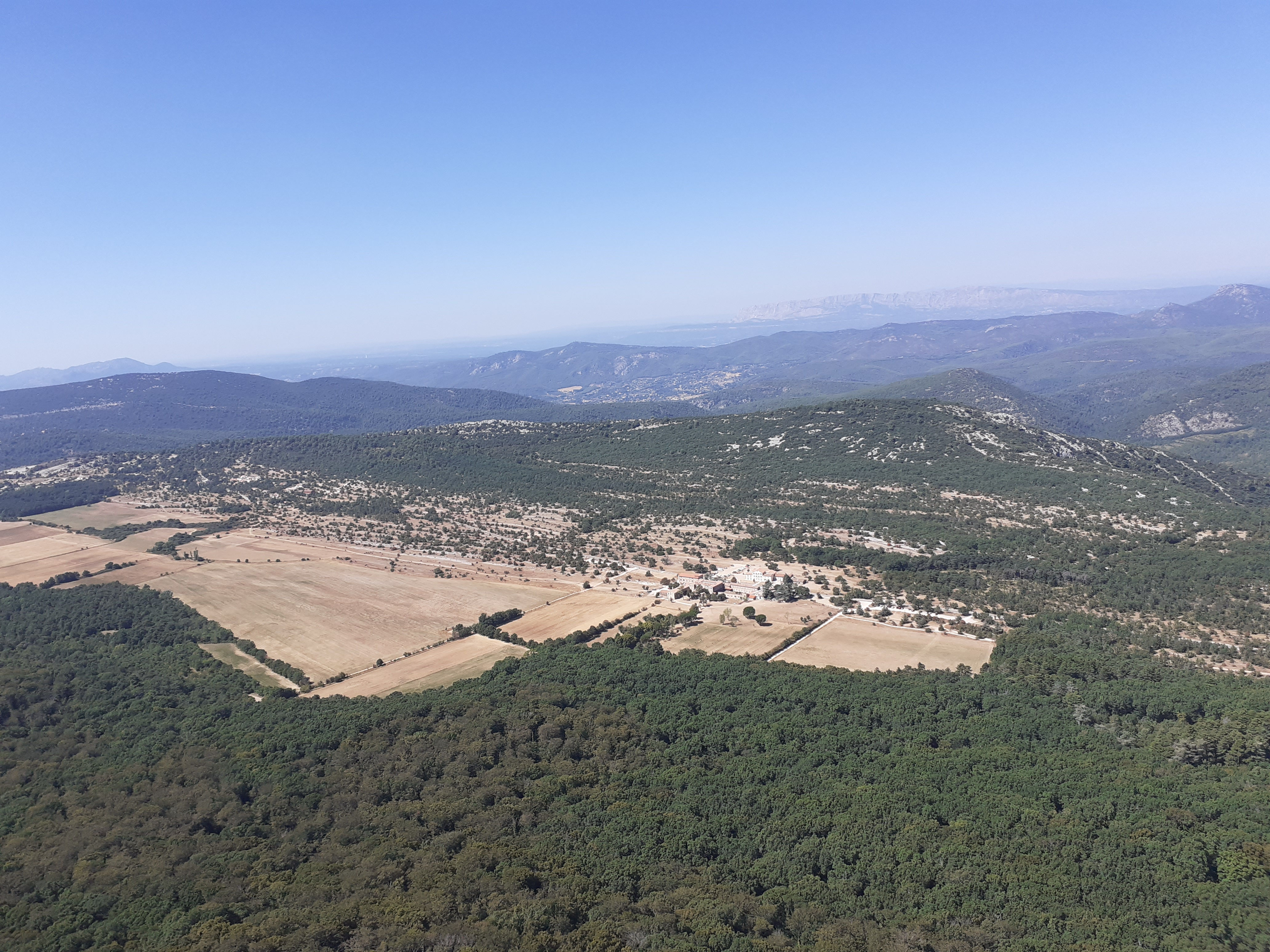
Vue de l'hostellerie de la Sainte-Baume depuis la crête du pilon.

L'hôtellerie bâtie depuis le milieu du XIXe siècle a aujourd'hui une capacité de 180 places, en chambres individuelles, chambres doubles et dortoirs. Quatre chambres sont adaptées aux personnes à mobilité réduite. L’hôtellerie accueille les pèlerins de passage, les personnes et familles. Les groupes peuvent également être logés en dortoirs au « foyer Saint-Joseph ». Tous les visiteurs peuvent participer à la prière des frères (offices et messe quotidienne).
Certaines chambres, rénovées, sont équipées de toilettes et de douche particulières. D'autres ne disposent que d'un simple lavabo, les sanitaires étant partagés à l'étage.

### Restauration
Le restaurant de l'hôtellerie propose une cuisine familiale (menu unique),. L'unique salle de restauration permet d'accueillir environ 200 personnes sur des tables de 6 à 8 personnes.
L'été, la restauration est ponctuellement proposée en extérieur, dans le jardin.

### La chapelle
La chapelle a un plan classique en croix latine avec une nef unique et un chœur en cul-de-four. Elle est construite en pierre et en brique. La couleur rouge des briques sert également d'élément décoratif de l'édifice, en particulier au niveau des voutes et arcades.
La chapelle est décorée par cinq grandes peintures sur toile marouflée réalisées entre 1911 et 1913 par Frédéric Montenard. Par de grandes toiles de 3 m par 2, le peintre illustre des épisodes de la vie de sainte Marie-Madeleine qui a fini sa vie dans la grotte toute proche,.
Dans les années 1970, la chapelle est transformée en salle de cinéma. Les peintures murales sont déposées, un écran de projection installé dans le chœur. Restauré en lieu de culte au début des années 2000 avec le retour des frères dominicains, les toiles représentant Marie-Madeleine sont réinstallées dans la nef de la chapelle.

Vue de la chapelle de l'Hostellerie et des peintures qui la décorent
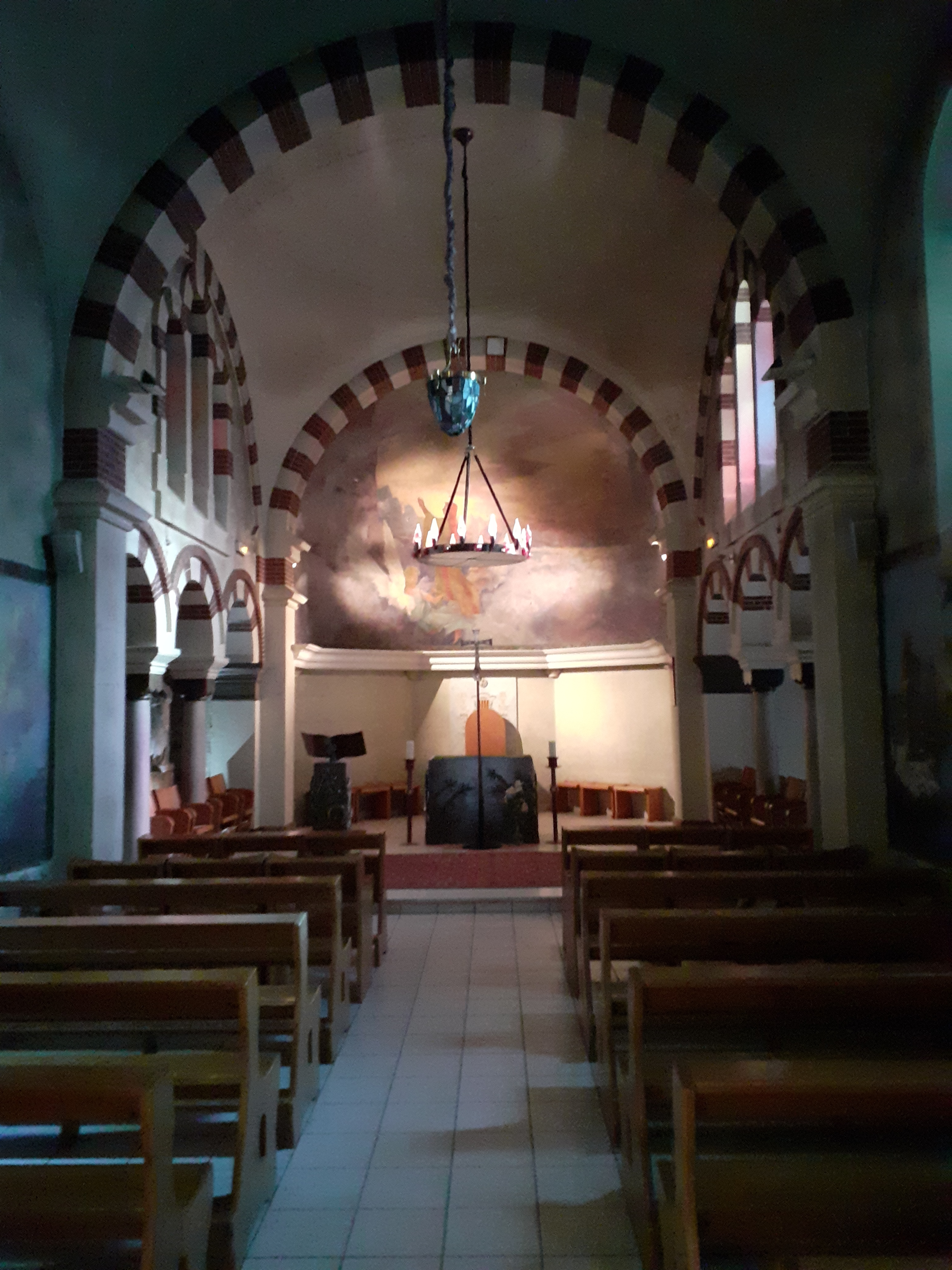
Vue de la chapelle de l'Hostellerie et des peintures qui la décorent
- Vue de la nef et du chœur de la chapelle.
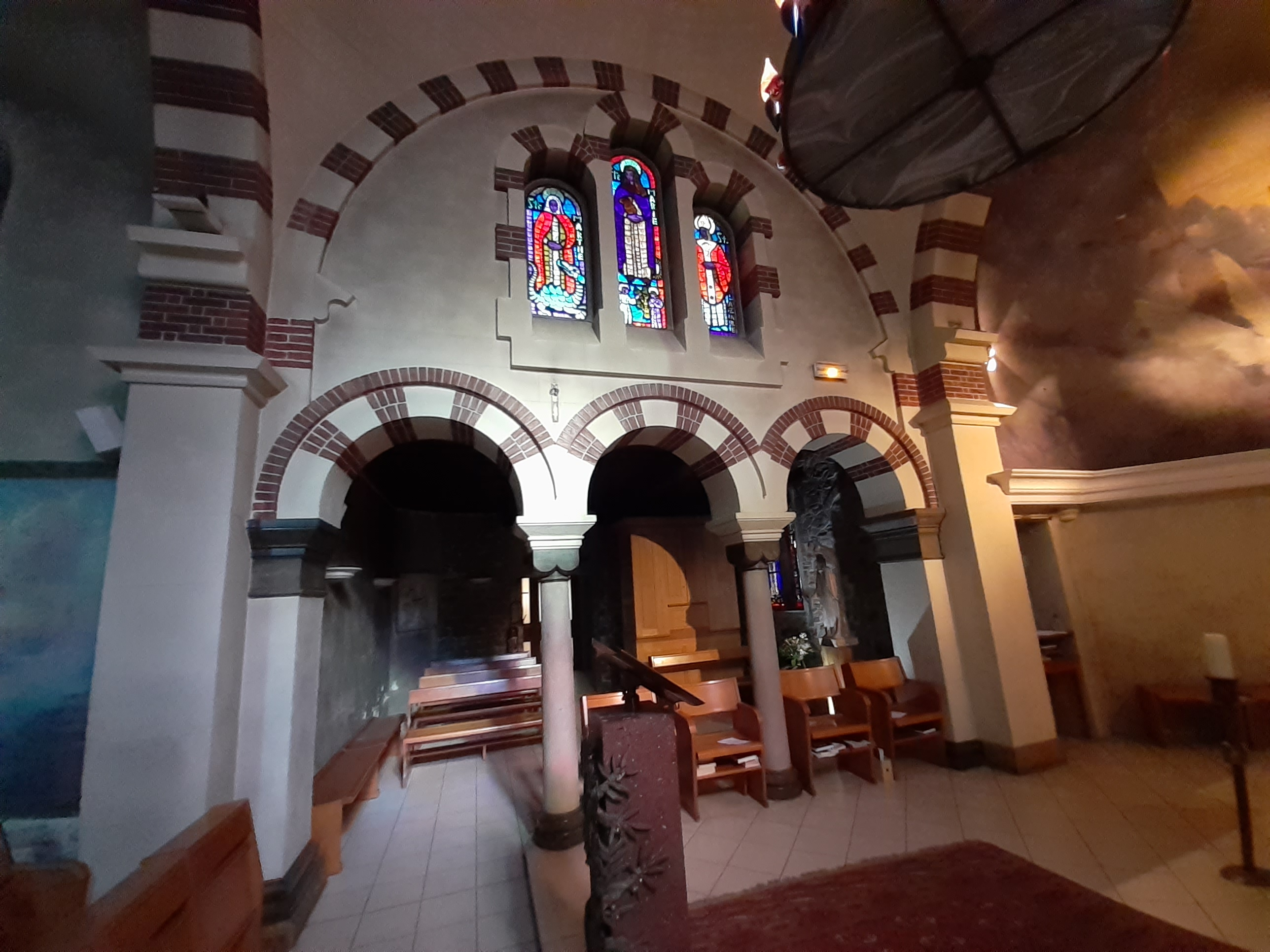
Aile Est équipée d'un orgue.
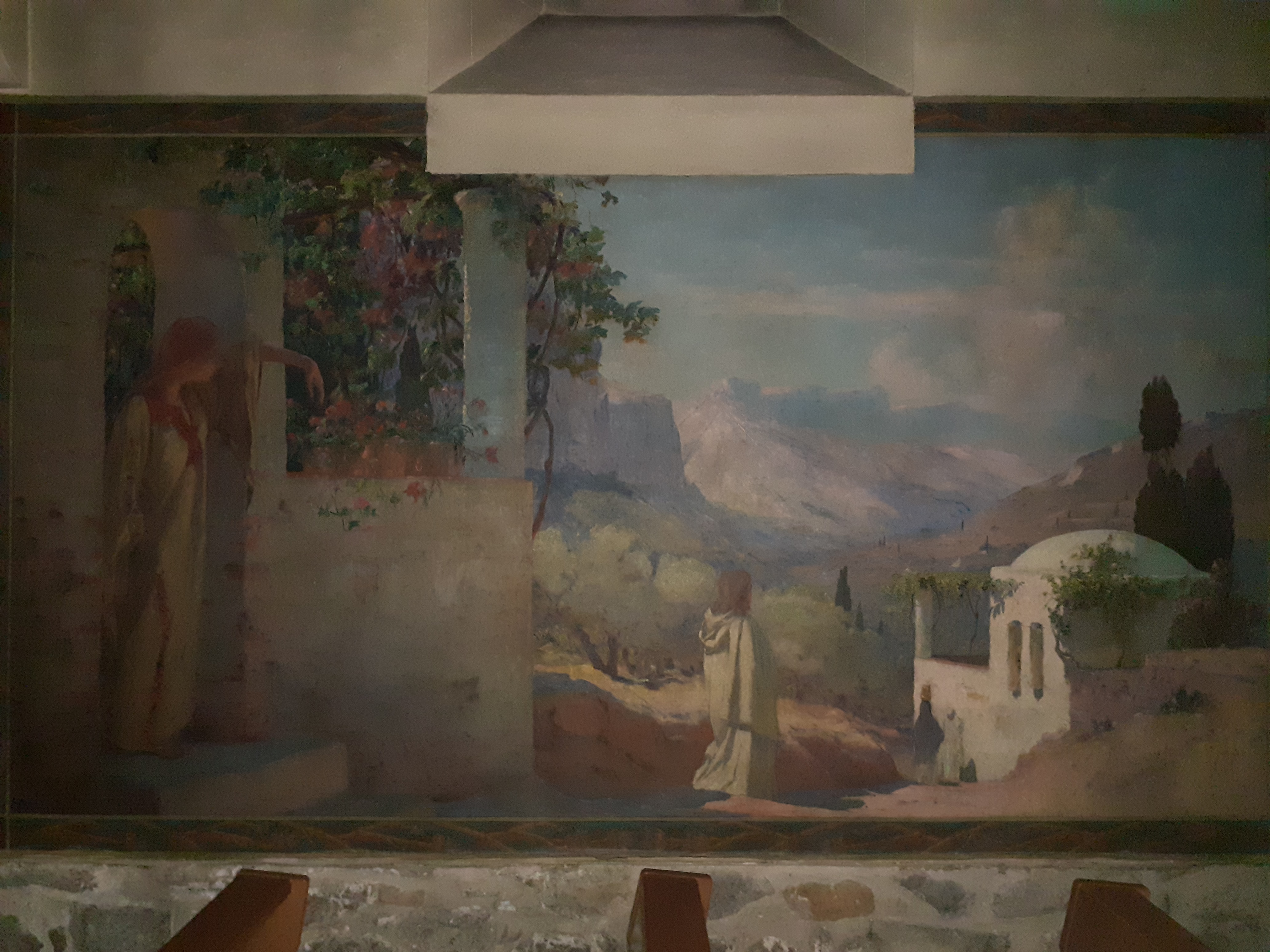
Marie-Madeleine en Terre Sainte.
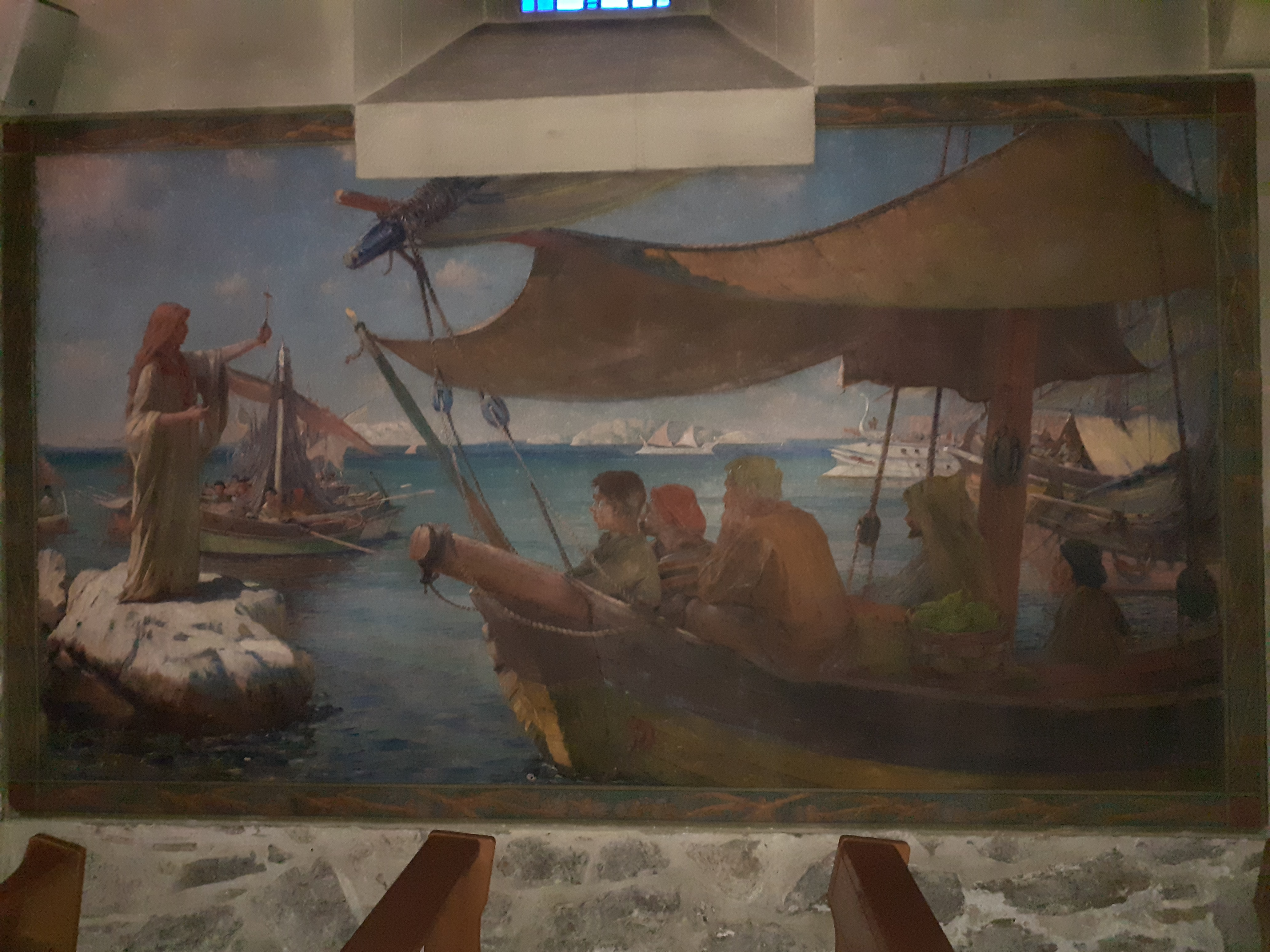
Marie-Madeleine arrivant à Marseille et prêchant l'évangile.
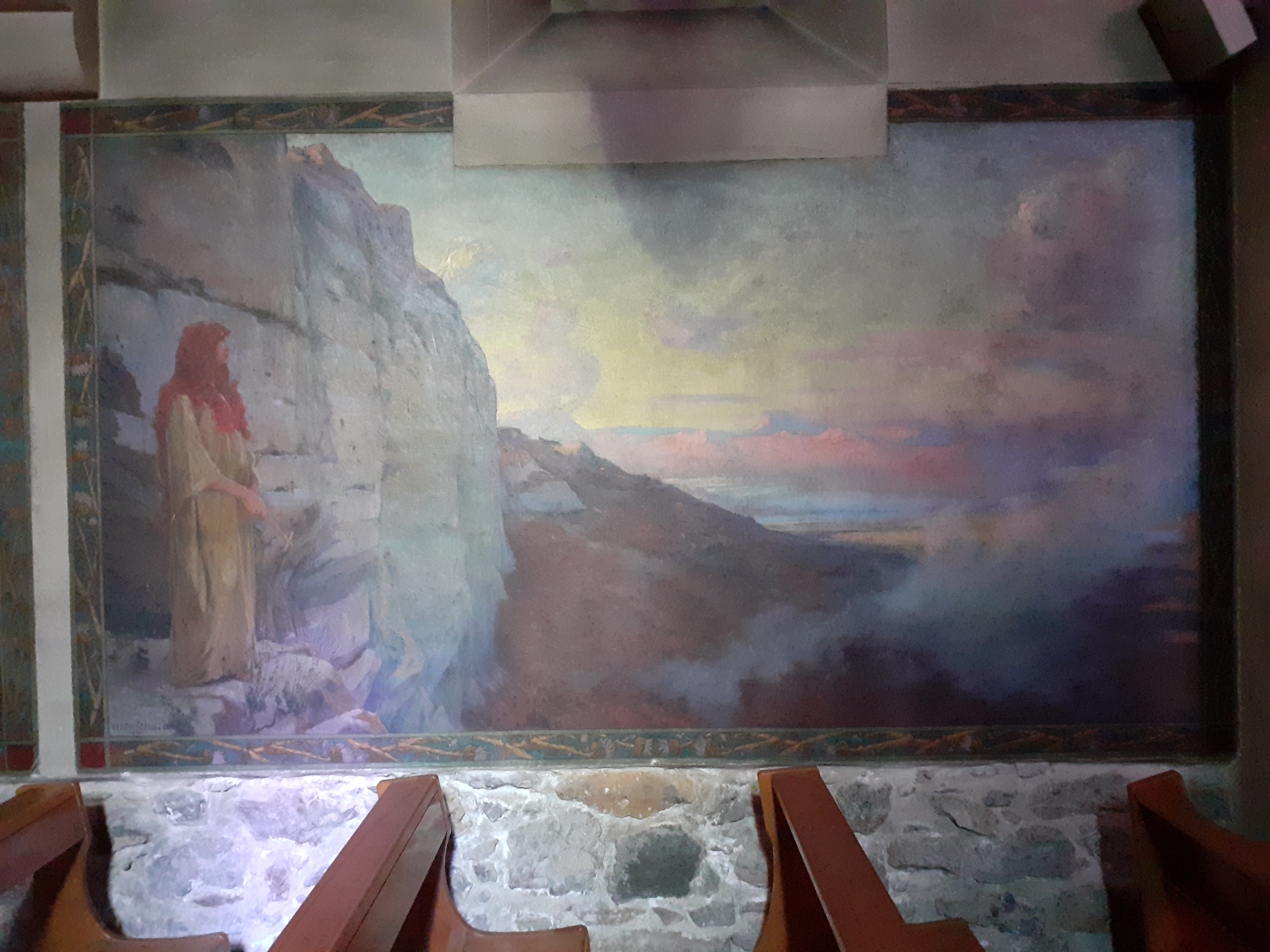
Marie-Madeleine à l'entrée de la grotte.
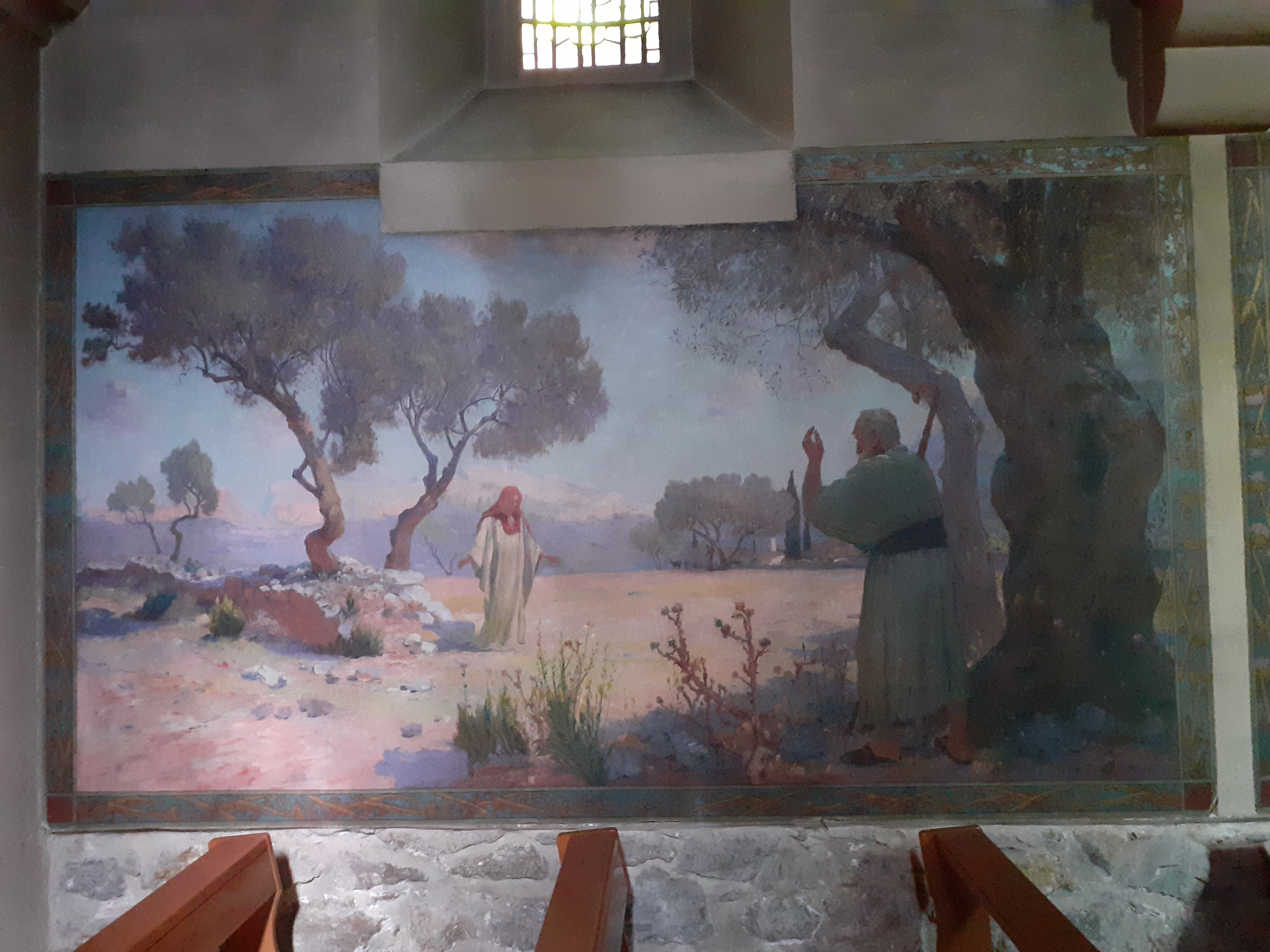
Marie-Madeleine retournant voir saint Maximin.
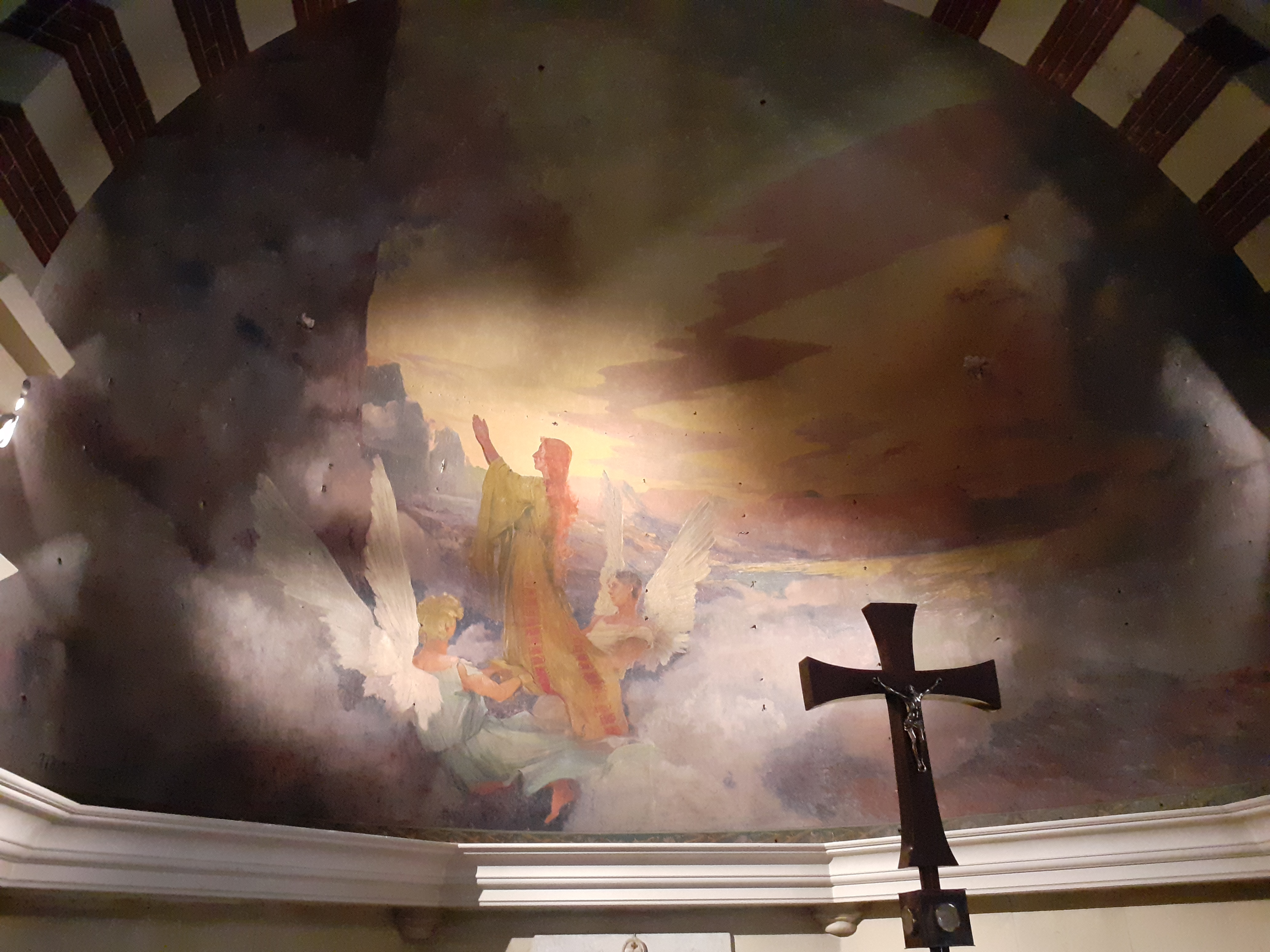
Peinture dans le chœur de la chapelle : Marie-Madeleine portée par les anges.

### Portail François-Ier

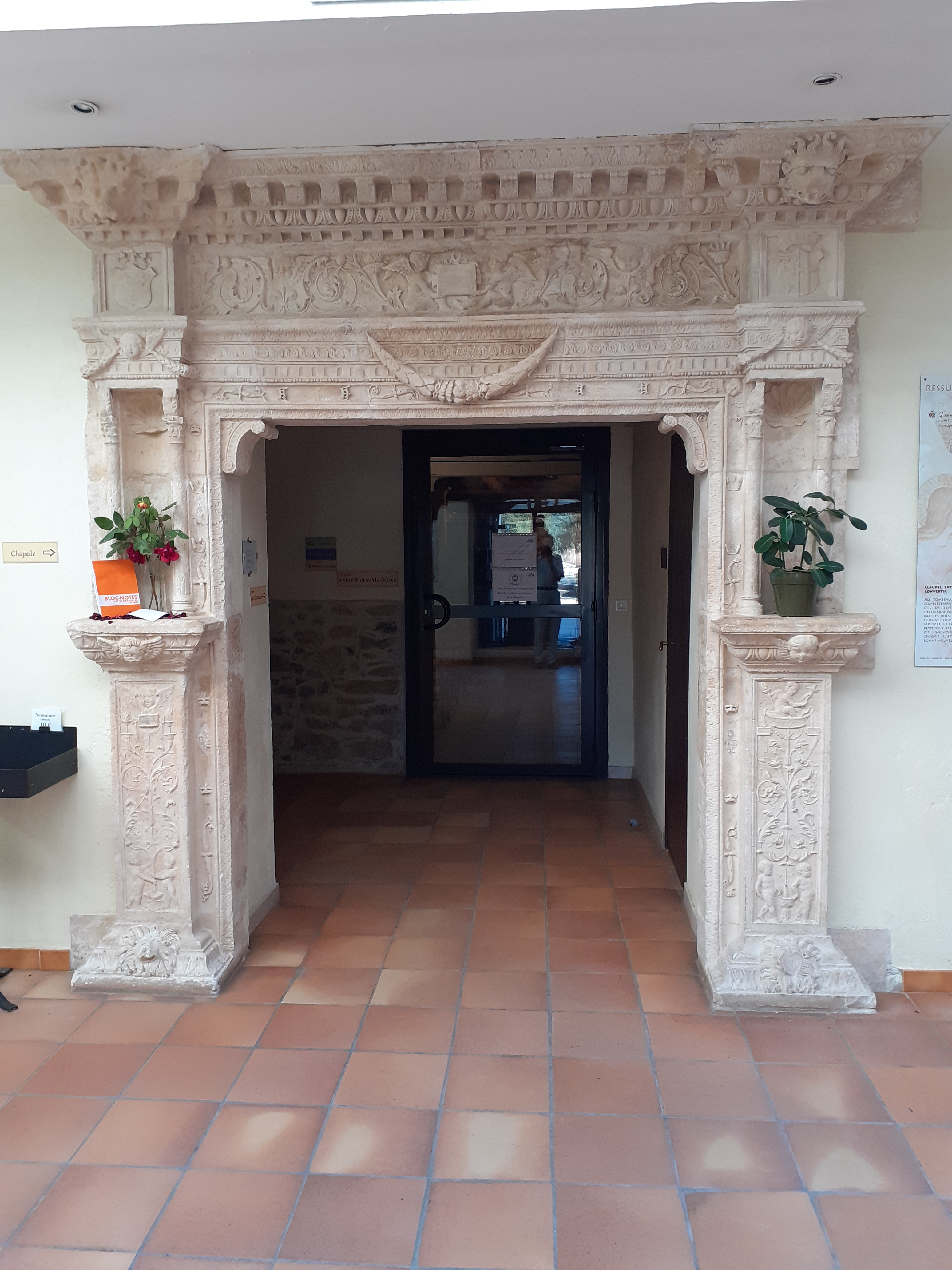
Portail, exposé dans l'hostellerie, à l'entrée de la chapelle.

Le « portail François-Ier » est une porte sculptée décidée et financée par le roi François Ier lors de son passage en pèlerinage au sanctuaire (et plus précisément dans la grotte). Il a été réalisé par Jean Guiramard (sculpteur à Aix-en-Provence), de 1517 à 1522. Cette porte a été installée à l'entrée de la grotte pour marquer l'entrée de la chapelle et lieu de culte. Après le pillage et la destruction de la grotte lors de la période révolutionnaire, le portail est démonté, à l'occasion de la restauration de la grotte, en 1822. Il est d'abord déplacé et installé dans la partie basse de la grotte, avant d'être descendu dans le « musée magdaléen » situé à proximité de l'hostellerie. Dans ce musée, il est renommé « cheminée François premier ». En 1970, le musée est remplacé par l'oratoire œcuménique Saint-Dominique. Le portail est alors démonté à nouveau est placé dans une réserve et oublié. En 1994, il est retrouvé et identifié par Mme Ortuno et par un compagnon tailleur de pierre : Patrick Leroyer. Restauré à la demande des monuments historiques, le portail est alors remonté dans le hall d'entrée de l'hostellerie, juste en avant de la chapelle. Le portail a été classé « Monument Historique » en 1979,.
Deux des statues qui accompagnaient ce portail, Anne de Bretagne et Saint Louis, sont restées près de la grotte (Anne de Bretagne est dans la grotte, Saint Louis est à l’extérieur). Par rapport à la construction initiale du portail, il manque le chapiteau et les quatre statues (deux ont été détruites à la Révolution).

### Oratoire Saint-Dominique

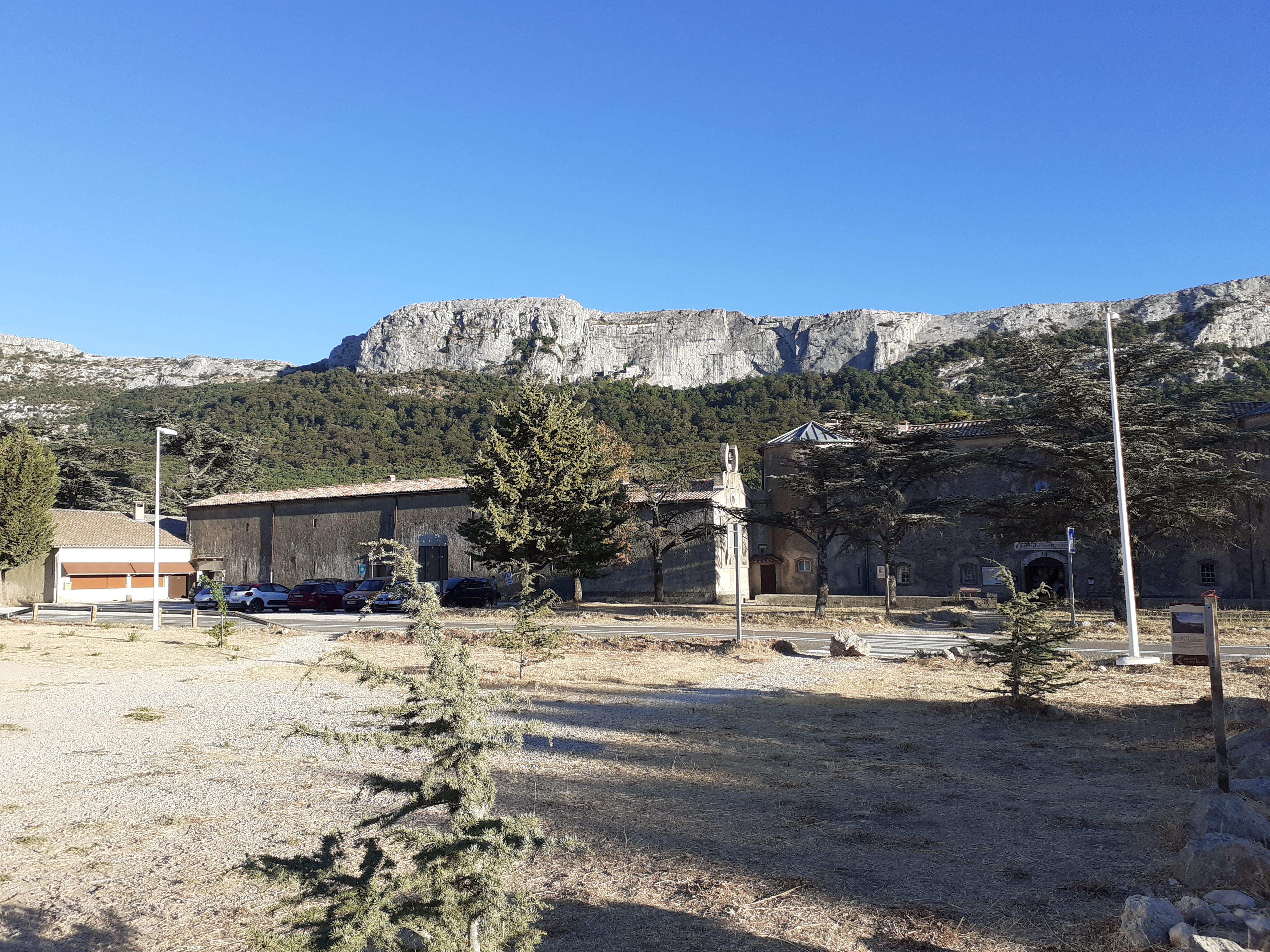
Aile Est de l'hostellerie avec au centre l'oratoire Saint-Dominique et son clocheton.

En 1970, sur l'emplacement du « Musée magdaléen », le prieur Philippe Maillard décide de faire construire une nouvelle chapelle. Il confie la tâche à l'architecte Thomas Gleb qui conçoit et réalise l’oratoire « œcuménique » Saint-Dominique. En 2020, la tenture de 4 m2 fait l'objet d'un nettoyage/restauration,.
Cet oratoire, de forme carrée d'environ 5 m de côté, possède un mobilier et une décoration réduits. Un autel en pierre au centre, une tenture de laine, intitulée « Les noces de l’Agneau », située derrière l'autel, et comme fenêtres, des ouvertures sur le mur gauche, en forme de caractères hébreux, qui laissent entrer la lumière extérieure. Un des murs supporte, en extérieur, un petit clocheton.

### Le couvent des dominicains
Une partie des vastes bâtiments qui constituent l'hostellerie sont réservés à l'usage exclusif des moines qui y habitent. Cette mini enceinte privée constitue une forme d’extension du convent des dominicains installé à proximité de la grotte.

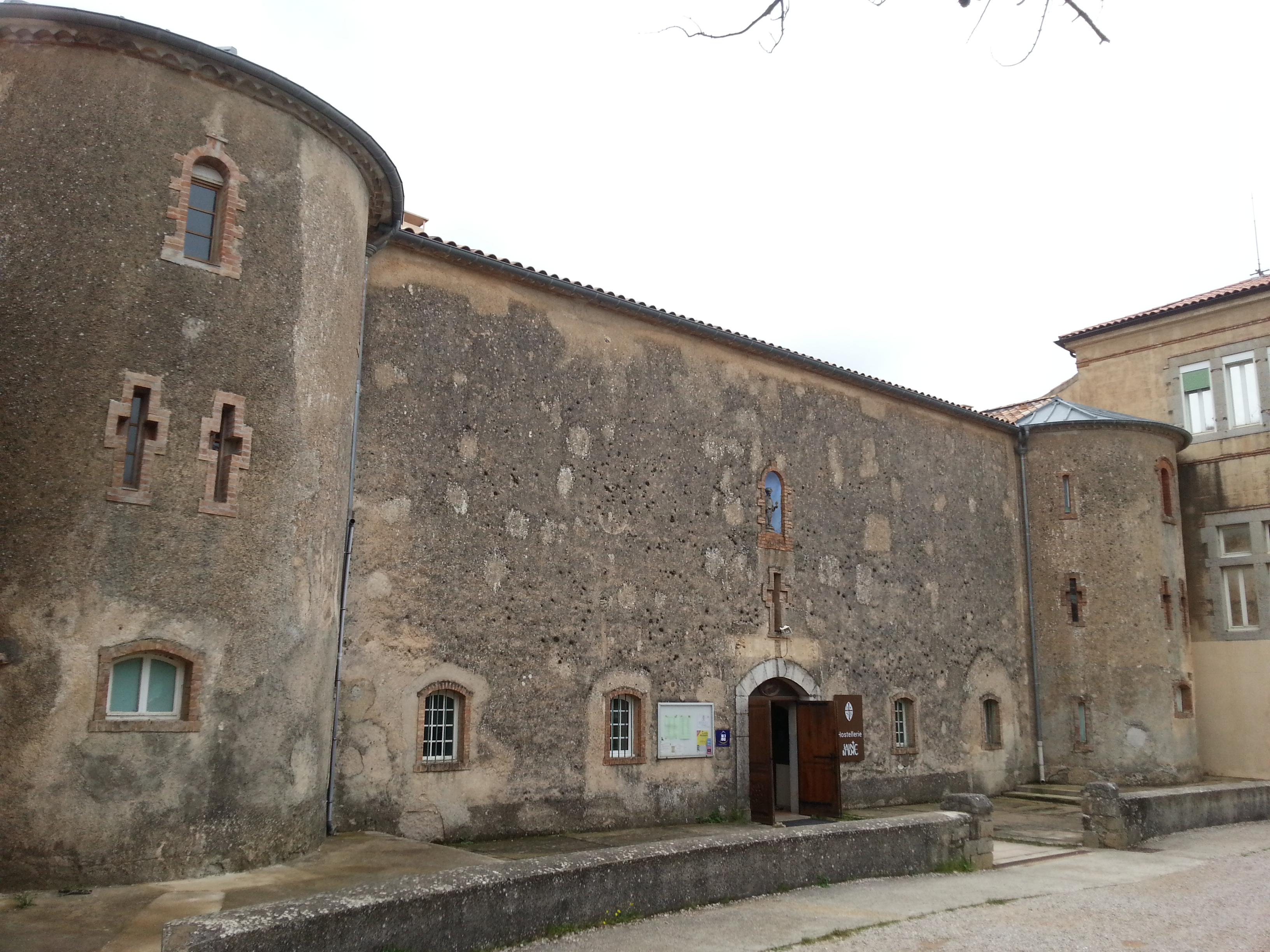
Entrée de l'hostellerie dans les bâtiments réaménagés au milieu du XIXe siècle.

### Autres structures
Les bâtiments de l'hostellerie hébergent également plusieurs salles de réunion permettant d'accueillir du public lors de retraites ou colloques. Une bibliothèque en libre-service est également ouverte au public.
En face de l'hostellerie se trouve une boutique de souvenir pour les visiteurs.
Attenant aux bâtiments de l'hostellerie, se trouve un bar-restaurant, indépendant du sanctuaire, mais accueillant les touristes et visiteurs de passage.

## Historique

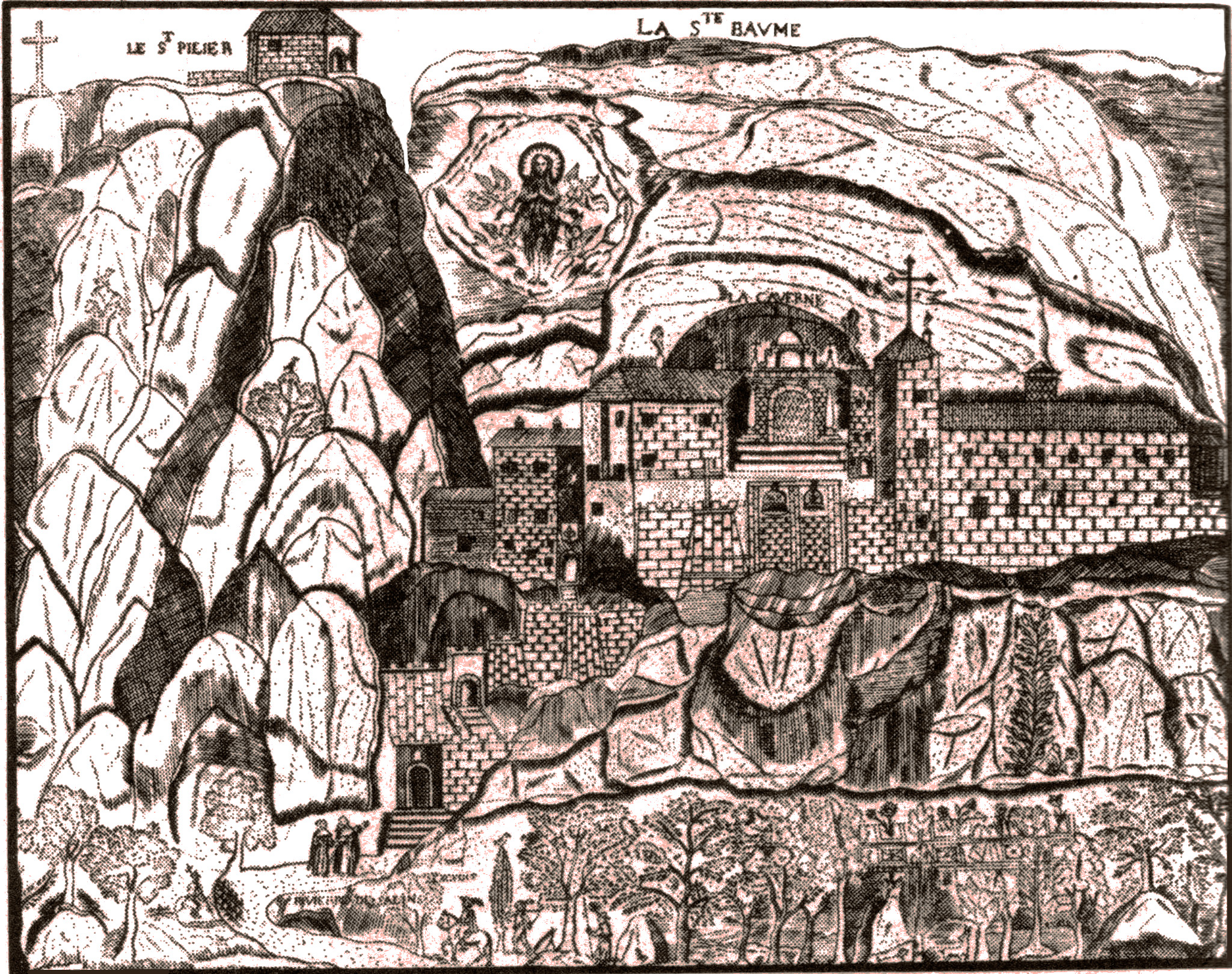
Représentation de l'hostellerie et de la grotte, dans une gravure du Moyen Âge.

L'hostellerie pour l'accueil et l'hébergement des pèlerins existe depuis le début du sanctuaire, et l'installation de moines à l'entrée de la grotte au Ve siècle. Le pèlerinage se développe avec l'arrivée des dominicains en 1295,. Déjà au XIIIe siècle l'hostellerie était équipée d'écuries pour accueillir les chevaux et mules des pèlerins,.
En 1440, un incendie touche la grotte et détruit des bâtiments adjacents : monastère et hostellerie. René d'Anjou fait rebâtir l'hostellerie. Le 21 janvier 1516, François Ier accompagné par sa mère Louise de Savoie et son épouse Claude de France vient rendre grâce à son retour de Marignan. Il accorde des fonds pour la restauration de la grotte, fait édifier le « portail François-Ier » (voir ci-haut), et construit trois chambres royales à la grotte,,.
Mais lors des guerres de Religion, en 1586 et 1592, on déplore des pillages de la grotte. À la suite du premier pillage, un pont-levis avait été érigé pour protéger la grotte. Cet ouvrage défensif n'empêchera pas un second pillage en 1592.
La Révolution française et l'Empire vont entrainer une destruction du site. En 1789 l’Assemblée Nationale ordonne la liquidation des maisons religieuses : la grotte et les bâtiments attenant sont complètement pillés. En 1791, le marquis d’Albertas rachète les biens des dominicains qui avaient été vendus comme biens nationaux. Mais, en 1793, l’intérieur de la grotte et la grande hôtellerie attenante sont détruits. De plus, pour écraser le mouvement contre-révolutionnaire du midi, Barras et Fréron décident de la destruction totale de la Sainte-Baume : Elle n’est plus qu’un tas de ruine. En 1814, le maréchal Brune détruit la grotte et ce qui venait d’y être reconstruit.
Ce n'est qu'en 1822, que Chevalier, préfet du Var, restaure le culte catholique dans la grotte. À cette date, l'hostellerie est toujours inexistante.

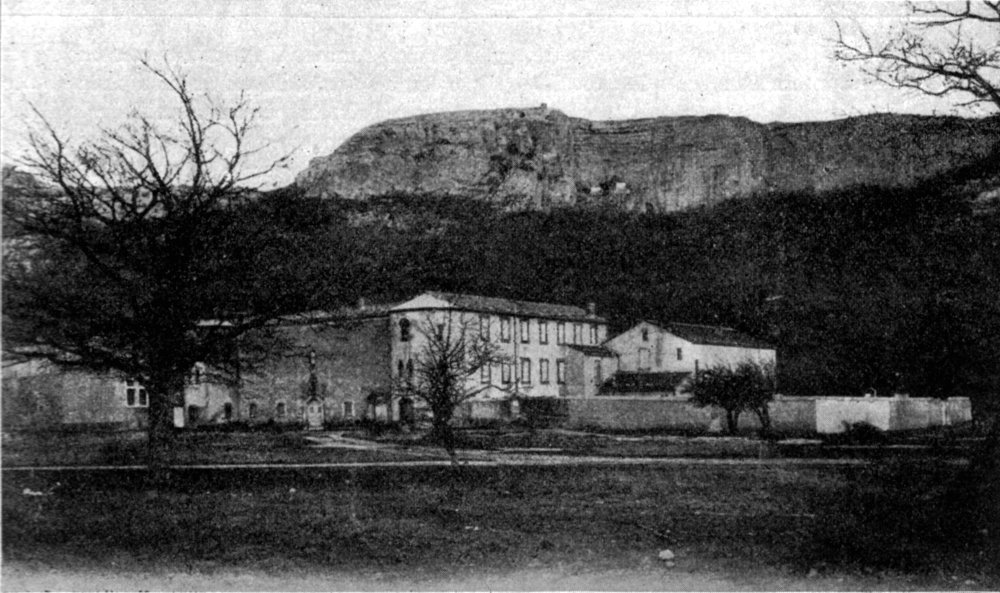
Vue de l'hostellerie en 1913.

En 1848, le père Henri-Dominique Lacordaire, se rend à la grotte et décide sa restauration. Pour pouvoir financer la restauration de différents lieux saints de Provence (endommagés ou détruits), il fonde « l'œuvre pour la restauration des lieux saints de Provence ». Grâce à cette fondation, il réinstalle le 22 juillet 1859, les frères dans le monastère attenant à la grotte. À partir d'une ancienne ferme présente dans la plaine, qui appartenait jadis aux Dominicains, il fait construire la nouvelle hostellerie pour l'accueil des pèlerins, et y installe une communauté de religieux. Grâce à ces reconstructions, le pèlerinage à la grotte renaît. À compter de cette date, l'hostellerie pour les pèlerins n'est plus attenante à la grotte, mais distante de 45 min de marche. La gestion de l'hostellerie et de l'animation spirituelle (et matérielle) de cette hostellerie va être confiée à différents organismes religieux avant de revenir aux dominicains dans les années 2000.

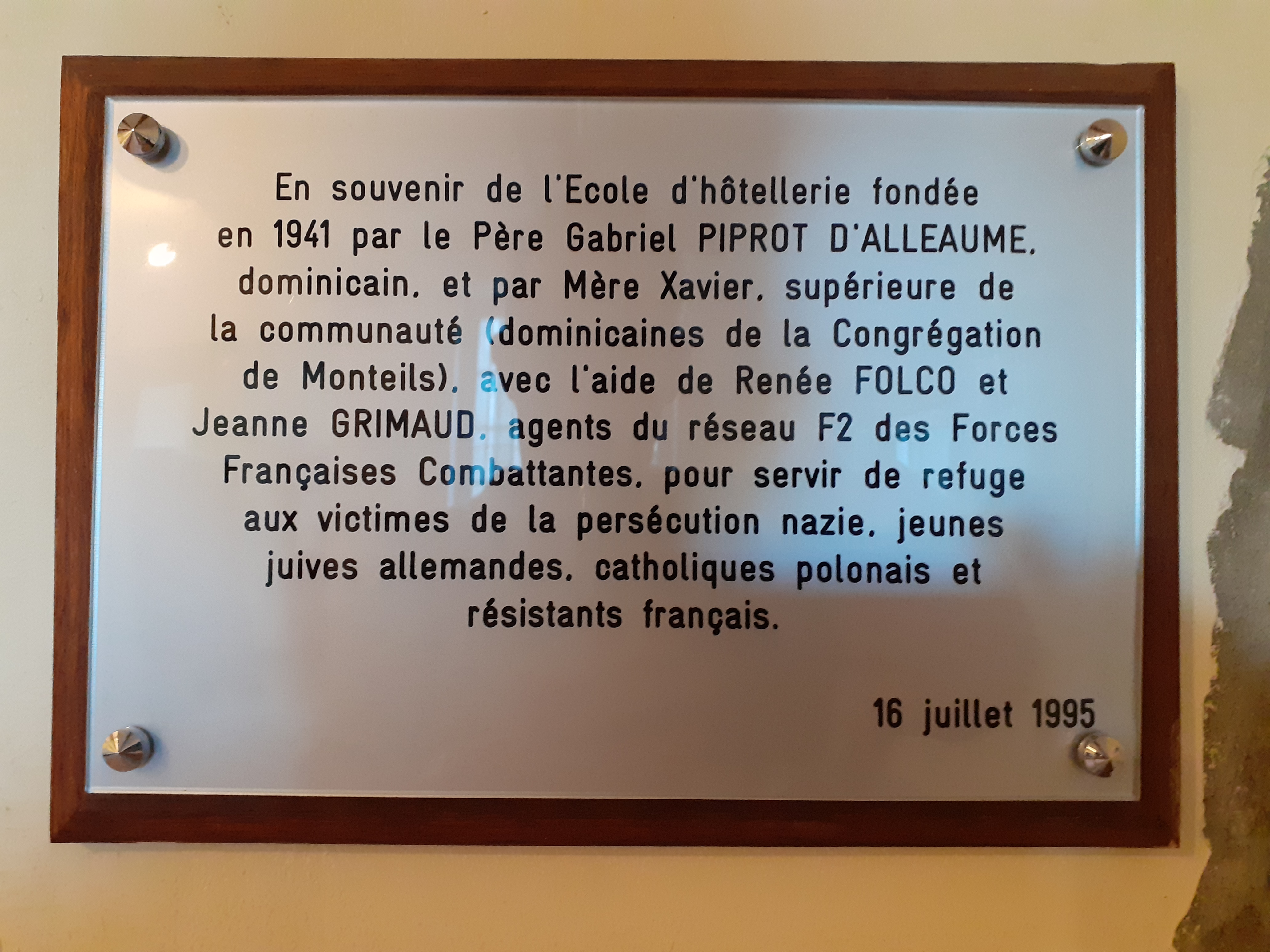
Plaque mémorielle installée dans l'hostellerie en 1995.

En 1941, le père dominicain Gabriel Piprot d'Alleaume, et mère Xavier, supérieure de la congrégation des dominicaines de Montreils fondent une « école d’hôtellerie » dans les bâtiments de l'hostellerie. Avec l'aide d'agents du réseau F2 des Forces françaises combattantes, Renée Folcol et Jeanne Grimaud, ils accueillent, hébergent et protègent des jeunes filles juives allemande, des catholiques polonais et des résistants français, utilisant leur école comme « couverture » face aux autorités d'occupation. Malgré les passages réguliers d'Allemands, et même une dénonciation, ils parviennent à échapper aux interpellations,. En plus de l'école d'hostellerie, l’hôtel héberge également des réfractaires du STO, des soldats espagnols antifranquistes et des juifs de passage. Après guerre, leur action de résistance sera honorée.
En 2002, quatre frères dominicains viennent prendre en charge l'animation spirituelle du sanctuaire. Lors de l'été 2008, le nombre des frères dominicains est porté à huit, et leur mission, en plus de l'accueil des pèlerins à la grotte, est étendue à la gestion de l'hôtellerie de la Sainte-Baume,.
En 2010 des travaux sont entrepris pour rénover l'aile ouest du bâtiment et mettre à disposition des chambres avec ascenseur en vue d'accueillir des personnes handicapées.

## Accueils et activités
Le sanctuaire de la Sainte-Baume reçoit environ 500 000 personnes par an, d'après l'office du tourisme (le nombre de clients de l’hôtellerie n'est pas précisé),.
Des processions sont régulièrement organisées pour monter de l'hostellerie à la grotte, voire au Saint-Pilon, que ce soit à date fixe (pour la fête de sainte Marie-Madeleine le 22 juillet, pour Pentecôte, ou Noël) ou dans le cadre d'événements particuliers,.
L'hostellerie accueille régulièrement des groupes de chrétiens venant faire une retraite de plusieurs jours. Elle fournit l'hébergement et le couvert, ainsi que le lieu de culte (chapelle) et de réunion pour les enseignements.
L'équipe du sanctuaire accueille dans l’hôtellerie des jeunes volontaires, pour le temps d'un week-end ou quelques jours. Les jeunes sont invités à venir profiter du gite et du couvert en échange de services pour l'accueil des pèlerins à l’hôtellerie,. Le sanctuaire propose également pour les jeunes de 18 à 35 ans souhaitant prendre un temps de réflexion (année sabbatique, discernement professionnel), de venir prendre ce temps de réflexion et de prière dans « l'école de Vie » du sanctuaire (sur une durée de 3 mois à 1 ans). Cette école menée à l'hostellerie propose une formation biblique, spirituelle et un coaching professionnel. Un temps est également accordé au service et à l'évangélisation des pèlerins,.
Depuis 2011, l'hostellerie héberge les Universités d'été de la Sainte-Baume. Durant une semaine des jeunes de toute la France viennent suivre des enseignements magistraux et des réunions d'échanges sur des thèmes particuliers,.